# ピットクルー
ピットクルー株式会社（英: PITCREW CO., LTD）は、かつて存在した日本のネット風評監視サービス企業。
ポールトゥウィン・ピットクルーホールディングス株式会社の子会社であった。

## 概要
契約会社のウェブサイトの運営支援や評判のリサーチを行い、誹謗中傷への対処や投稿の監視などを行い契約会社の活動をサポートすることが主な業務であった。他にもオンラインゲームの運用、サーバの設置と監視、ウェブサイトのデバッグ、誤字・脱字修正などを業務としていた。
業務部第1業務グループマネージャーである大久保泰平のインタビューによれば、業務内容としては大きく分けて「コンテンツ上の投稿に法律や規約に反する投稿がないか見守る“投稿看視”」、「クライアントの提供しているコンテンツが正常に稼働しているかチェックする“稼働看視”」、「ネットを巡回して、クライアント・提供サービスの情報（評判等）をレポートにする“WEB巡回”」の3つがあるとしていた。
13の自治体で約7,300校から学校非公式サイトの調査・「看視」業務を受託、インターネット上における青少年のトラブル防止を趣旨とするセミナー・講演活動などを保護者や教員を対象に関係各所で行っていた。また、複数の道県警察や関係行政機関で、ネット「看視」や子供たちのインターネット利用の状況、Webの現状などについて講義を行っていた。最近ではニコニコ動画の動画削除を行っている事を公表していた。また、2008年10月から警察庁の生活安全局情報技術犯罪対策課が民間企業や団体に業務委託している「サイバーパトロール」業務を2011年度に初めて受託した。
社内のシステム化を進めており、Marshal（マーシャル）という『問題になり得る投稿』をデータベース化するシステムを構築し、稼働していた。
財団法人日本情報処理開発協会、情報マネジメントシステム推進センターの情報管理規格。ISO27001/情報セキュリティマネジメントシステム（ISMS）認証をクリアしていた（策定 2006年4月1日、改定 2010年4月6日）。
2008年9月24日に開催された取締役会にて、創業者で代表取締役社長の松本公三が新事業領域の開拓に注力するため取締役会長に就任、取締役の小西直人が業容拡大、経営体制の強化を図るために代表取締役社長に就任した。また取締役会長の本重光孝が取締役相談役に、取締役の大内清司が常務取締役になる役員人事があった。
2014年2月3日、代表取締役社長の小西が代表取締役会長に、安藤宗弘が代表取締役社長に就任した。 
2022年2月1日付で、ポールトゥウィンへ吸収合併され、ピットクルーは解散した。

## 沿革
- 2000年1月 - 有限会社ピットクルー（代表取締役社長 松本公三、資本金300万円）を東京都中野区に設立
- 2001年
  - 1月 - ピットクルー株式会社へ組織変更
  - 3月 - 東京本社を東京都中央区に移転
- 2005年
  - 6月 - 中部サポートセンター（愛知県名古屋市）を設置
  - 10月 - 札幌サポートセンター（北海道札幌市）を設置
  - 12月 - 情報セキュリティマネジメントシステム（ISMS）認証取得
- 2006年
  - 4月1日 - 岐阜サポートセンター（岐阜県大垣市）を設置
  - 12月 - ISO27001認証取得
- 2007年10月 - 東京本社を東京都千代田区に移転
- 2008年
  - 9月24日 - 小西直人が代表取締役に就任
  - 11月 - 北九州事務所（福岡県北九州市）を設置
- 2009年
  - 2月 - ポールトゥウィン株式会社との共同株式移転により、ペイサー株式会社（2011年4月にポールトゥウィン・ピットクルーホールディングス株式会社へ商号変更）を設立
  - 10月 - 北九州サポートセンター（福岡県北九州市）を設置
- 2011年3月10日 - Facebookに参加、ページを開設
- 2013年
  - 2月 - 新設子会社のピットクルー・コアオプス株式会社にサーバー看視サービス事業の一部を譲渡[5]
  - 10月 - ポートサイド株式会社の全株式をポールトゥウィン・ピットクルーホールディングス株式会社より譲受け、子会社とする[6]
  - 11月 - ヤフー株式会社がセーファーインターネット協会をアルプスシステムインテグレーション株式会社、ピットクルー株式会社を正会員として発足。賛助会員として株式会社ミクシィ、グリー株式会社も参加。
- 2014年
  - 4月 - 仙台サポートセンター（宮城県仙台市）を設置
  - 11月 - 子会社のポートサイド株式会社が、ピットクルー・クロスラボ株式会社へ商号変更[7]
- 2015年
  - 9月 - 大阪サポートセンター（大阪府大阪市）を開設し、関西営業所を集約
  - 11月 - 博多サポートセンター（福岡県福岡市）を開設
- 2016年9月 - 山内城治が代表取締役に就任
- 2018年2月 - ピットクルー・クロスラボ株式会社を吸収合併。ピットクルー・コアオプス株式会社の事業の一部を会社分割により承継[8]。
- 2022年2月 - ポールトゥウィン株式会社へ吸収合併され、ピットクルーは解散[1]。

## 業務内容
- 学校非公式サイト（学校裏サイト）調査監視サービス
- EC（Electronic Commerce & Communlty）Observation事業

掲示板監視サービス
サーバー監視サービス
品質検証サービス
- Customer Support事業

ユーザーサポートサービス
その他事業
Web巡回サービス
広告審査サービス
- 「安全対策研究室」創設による新たな取り組み

安全対策研究室

## サービス
- サイト立上げ段階

品質検証サービス
- サイト運用段階

掲示板監視サービス
- フォローアップ

ユーザーサポートサービス

## 事業所
- 新宿オフィス（東京都新宿区）
- 名古屋サービスセンター（愛知県名古屋市）
- 札幌サービスセンター（北海道札幌市）
- 仙台サービスセンター（宮城県仙台市）
- 岐阜サービスセンター（岐阜県大垣市）
- 北九州サービスセンター（福岡県北九州市）
- 博多サービスセンター（福岡県福岡市）
- 沖縄サービスセンター（沖縄県浦添市）
- 大阪営業所（大阪府大阪市）

## 関連企業
- ピットクルー・コアオプス株式会社

## 加盟団体
- 日本インタラクティブ広告協会（JIAA）
- 日本広告審査機構（JARO）
- 子どもたちのインターネット利用について考える研究会（子どもネット研）（運営協力会社）
- 教育ネットワーク情報セキュリティ推進委員会（ISEN）（協賛企業）
- 監視事業者連絡会（Cyber Patrol company Network）
- セーファーインターネット協会（SIA）
- 人権教育啓発推進センター
- 北海道モバイルコンテンツビジネス協議会
- 北九州コンタクトセンター協議会
- 神田法人会
- 中小・地方・成長企業のためのネット利活用による販路開拓協議会